# درجة حرارة البصيلة الجافة

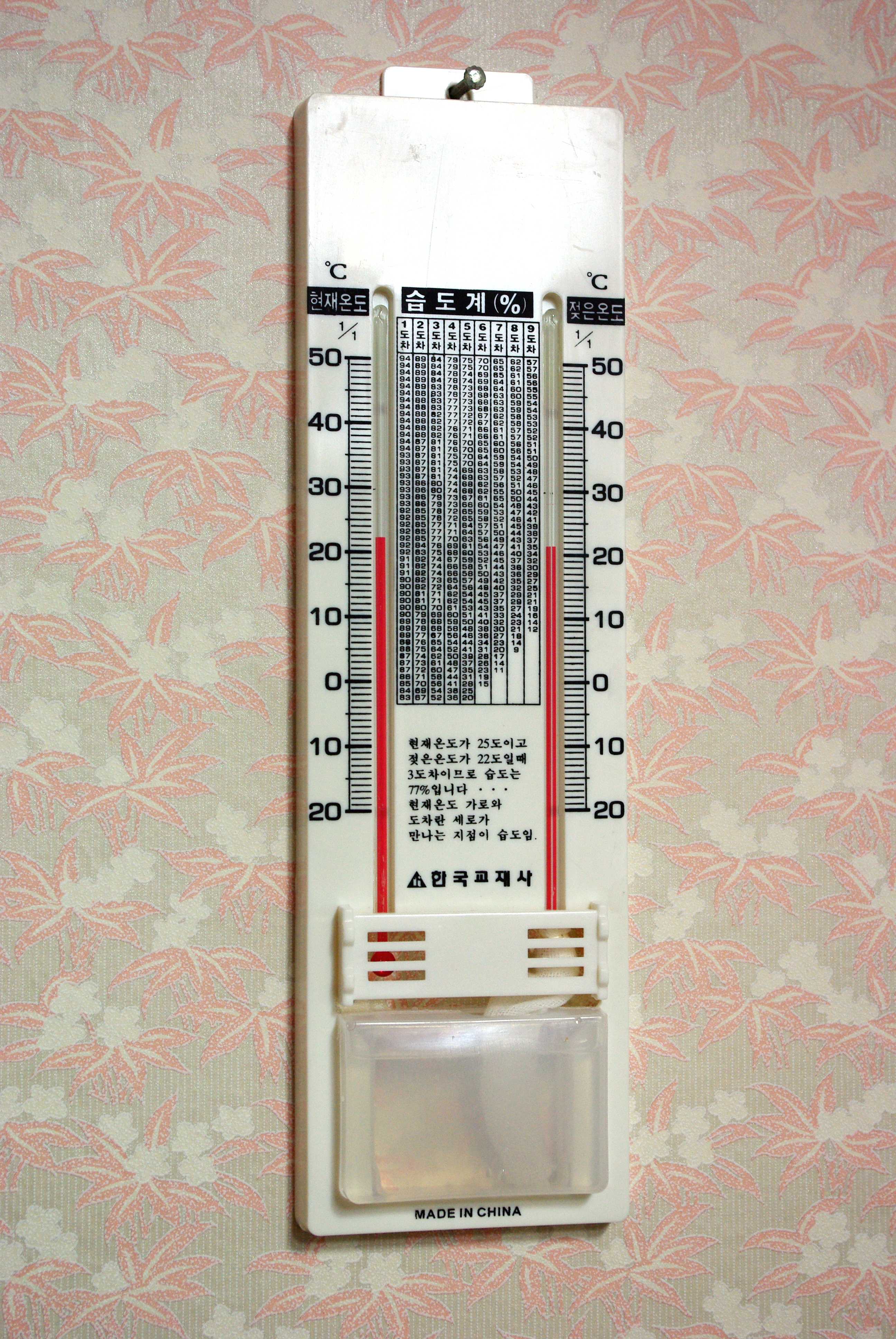

تعرف درجة حرارة البصيلة الجافة بأنها: "درجة الحرارة التي يقرأها ترمومتر زئبقي معلق في الهواء"، ويرمز لها D.B أو DBT.
يتم تعيين درجة الحرارة الجافة بواسطة جهاز يعرف بالسيكروميتر (بالإنجليزية: Psychrometer)‏، ويوجد أنواع كثيرة من السيكرومترات مثل:
- سيكروميتر سلنج أو المقلاع (بالإنجليزية: Sling Psychrometer )‏.
- السيكروميتر المزود بشفاط (بالإنجليزية: Aspirating Psychrometer)‏.

و من أجل الحصول علي قراءات سليمة خالية من التناقص لدرجة الحرارة الجافة، يجب أن لا تقل سرعة الهواء علي الترمومتر عن 1 متر/ ثانية.